# Balón de Oro 1999
La edición de 1999 del Balón de Oro, 44.ª edición del premio de fútbol creado por la revista francesa France Football, fue ganada por el brasileño Rivaldo (Barcelona).
El jurado estuvo compuesto por 51 periodistas especializados, de cada una de las asociaciones miembros de la UEFA: Albania, Alemania, Andorra, Armenia, Azerbaiyán, Austria, Bélgica, Bielorrusia, Bosnia-Herzegovina, Bulgaria, Chipre, Croacia, Dinamarca, Escocia, Eslovaquia, Eslovenia, España, Estonia, Finlandia, Francia, Gales, Georgia, Grecia, Hungría, Inglaterra, Irlanda, Irlanda del Norte, Islandia, Islas Feroe, Israel, Italia, Letonia, Liechtenstein, Lituania, Luxemburgo, Macedonia, Malta, Moldavia, Noruega, Países Bajos, Polonia, Portugal, República Checa, Rumanía, Rusia, San Marino, Suecia, Suiza, Turquía, Ucrania y Yugoslavia.
El resultado de la votación fue publicado en el número 2802 de France Football, el 21 de diciembre de 1999.

## Sistema de votación
Cada uno de los miembros del jurado elige a los que a su juicio son los cinco mejores futbolistas del mundo que jueguen en una liga europea de una lista previa de 50 jugadores. El jugador elegido en primer lugar recibe cinco puntos, el elegido en segundo lugar cuatro puntos y así sucesivamente.
De esta forma, se repartieron 765 puntos, siendo 255 el máximo número de puntos que podía obtener cada jugador (en caso de que los 51 miembros del jurado le asignaran cinco puntos).

## Clasificación final
| Puesto | Jugador              | Equipo                                   | Votos | Votos | Votos | Votos | Votos | Votos | Puntos (sobre 260) |
| Puesto | Jugador              | Equipo                                   | 1º    | 2º    | 3º    | 4º    | 5º    | Total | Puntos (sobre 260) |
| ------ | -------------------- | ---------------------------------------- | ----- | ----- | ----- | ----- | ----- | ----- | ------------------ |
| 1º     | Rivaldo              | Barcelona                                | 31    | 14    | 2     | 1     |       | 48    | 219                |
| 2º     | David Beckham        | Manchester United                        | 14    | 12    | 8     | 5     | 2     | 41    | 154                |
| 3º     | Andriy Shevchenko    | Dinamo Kiev / Milan                      |       | 7     | 6     | 4     | 10    | 27    | 64                 |
| 4º     | Gabriel Batistuta    | Fiorentina                               |       | 4     | 6     | 4     | 6     | 20    | 48                 |
| 5º     | Luís Figo            | Barcelona                                | 1     | 4     | 2     | 4     | 3     | 14    | 38                 |
| 6º     | Roy Keane            | Manchester United                        | 1     | 3     | 5     | 1     | 2     | 12    | 36                 |
| 7º     | Christian Vieri      | Lazio / Inter                            |       | 1     | 7     | 4     |       | 12    | 33                 |
| 8º     | Juan Sebastián Verón | Parma / Lazio                            |       | 1     | 2     | 10    |       | 13    | 30                 |
| 9º     | Raúl                 | Real Madrid                              |       | 1     | 3     | 5     | 4     | 13    | 27                 |
| 10º    | Lothar Matthäus      | Bayern Munich                            |       | 1     | 1     | 2     | 5     | 9     | 16                 |
| 11º    | Dwight Yorke         | Manchester United                        | 1     |       |       | 4     | 1     | 6     | 14                 |
| 12º    | Jaap Stam            | Manchester United                        | 1     |       | 2     |       | 2     | 5     | 13                 |
| 13º    | Siniša Mihajlović    | Lazio                                    |       | 1     | 2     | 1     |       | 4     | 12                 |
| 14º    | Zlatko Zahovic       | Oporto / Olympiacos                      | 1     |       |       | 2     |       | 3     | 9                  |
| 15º    | Pavel Nedvěd         | Lazio                                    | 1     |       |       | 1     | 1     | 3     | 8                  |
| 16º    | Mário Jardel         | Oporto                                   |       | 1     |       |       | 3     | 4     | 7                  |
| 17º    | Peter Schmeichel     | Manchester United / Sporting de Portugal |       |       | 1     |       | 3     | 4     | 6                  |
| 18º    | Stefan Effenberg     | Bayern Munich                            |       | 1     |       |       | 1     | 2     | 5                  |
| 19º    | Oliver Bierhoff      | Milan                                    |       |       | 1     |       | 1     | 2     | 4                  |
|        | Zinedine Zidane      | Juventus                                 |       |       | 1     |       | 1     | 2     | 4                  |
| 21.º   | Mario Basler         | Bayern Munich / Kaiserslautern           |       |       | 1     |       |       | 1     | 3                  |
|        | Ryan Giggs           | Manchester United                        |       |       | 1     |       |       | 1     | 3                  |
| 23.º   | Hernán Crespo        | Parma                                    |       |       |       | 1     |       | 1     | 2                  |
|        | Nwankwo Kanu         | Inter / Arsenal                          |       |       |       | 1     |       | 1     | 2                  |
|        | Ronaldo              | Inter                                    |       |       |       | 1     |       | 1     | 2                  |
| 26º    | Andy Cole            | Manchester United                        |       |       |       |       | 1     | 1     | 1                  |
|        | Edgar Davids         | Juventus                                 |       |       |       |       | 1     | 1     | 1                  |
|        | David Ginola         | Tottenham Hotspur                        |       |       |       |       | 1     | 1     | 1                  |
|        | Claudio López        | Valencia                                 |       |       |       |       | 1     | 1     | 1                  |
|        | Roberto Carlos       | Real Madrid                              |       |       |       |       | 1     | 1     | 1                  |
|        | Marcelo Salas        | Lazio                                    |       |       |       |       | 1     | 1     | 1                  |

Los diecinueve jugadores que no recibieron ningún punto fueron los siguientes:
| Jugador              | Equipo                     |
| -------------------- | -------------------------- |
| Fabien Barthez       | Monaco                     |
| Dennis Bergkamp      | Arsenal                    |
| Laurent Blanc        | Olympique Marsella / Inter |
| Gianluigi Buffon     | Parma                      |
| Frank de Boer        | Barcelona                  |
| Marcel Desailly      | Chelsea                    |
| Giovane Élber        | Bayern Munich              |
| Josep Guardiola      | Barcelona                  |
| Filippo Inzaghi      | Juventus                   |
| Patrick Kluivert     | Barcelona                  |
| Paolo Maldini        | Milan                      |
| Fernando Morientes   | Real Madrid                |
| Hidetoshi Nakata     | Perugia                    |
| Emmanuel Petit       | Arsenal                    |
| Gustavo Poyet        | Chelsea                    |
| Oleksandr Shovkovsky | Dinamo Kiev                |
| Lilian Thuram        | Parma                      |
| Sylvain Wiltord      | Girondins de Burdeos       |
| Gianfranco Zola      | Chelsea                    |